# Biblioteca Peckham
La biblioteca Peckham (del inglés: Peckham Library) es una biblioteca y edificio comunitario situado en Peckham, en el sureste de Londres.  Fue diseñado por Alsop and Störmer y ganó el Premio Stirling de Arquitectura en el año 2000.
Es un edificio impresionante que puede imaginarse como una letra L mayúscula invertida, con la parte superior apoyada sobre delgados pilares de acero que siguen ángulos aparentemente aleatorios. El exterior está revestido con placas de cobre pre-patinadas.
Los jueces del premio Stirling quedaron impresionados con el enfoque del edificio. Alsop había tomado la huella en planta de una biblioteca convencional y la había elevado para crear un espacio público por debajo del edificio y apartar el espacio tranquilo de lectura del ruido de la calle. Los edificios restantes, apoyados en el suelo y en el piso primero, albergan el centro de información y centro de medios.
La biblioteca abrió al público el 8 de marzo de 2000, siendo la inauguración oficial presidida por el Rt Hon Chris Smith, Secretario de Estado de Cultura, Medios y Deporte el 15 de mayo de 2000.
El edificio atrajo a 500.000 visitantes en el primer año de apertura, consecuencia de la fama por la recepción del premio. Los visitantes se han reducido a unos 420.000 en el año 2006.

## Galería

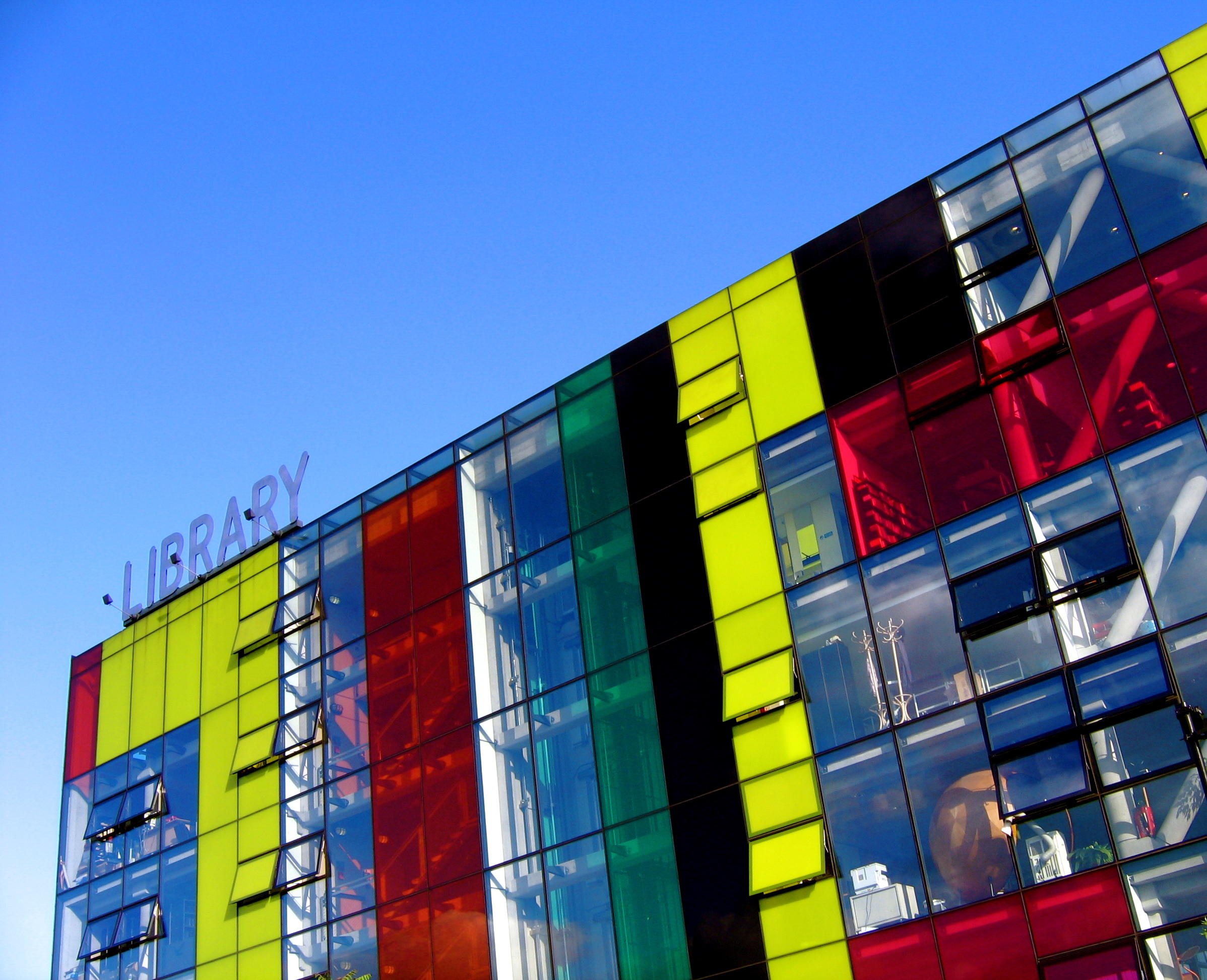
Cara norte de la fachada del edificio.
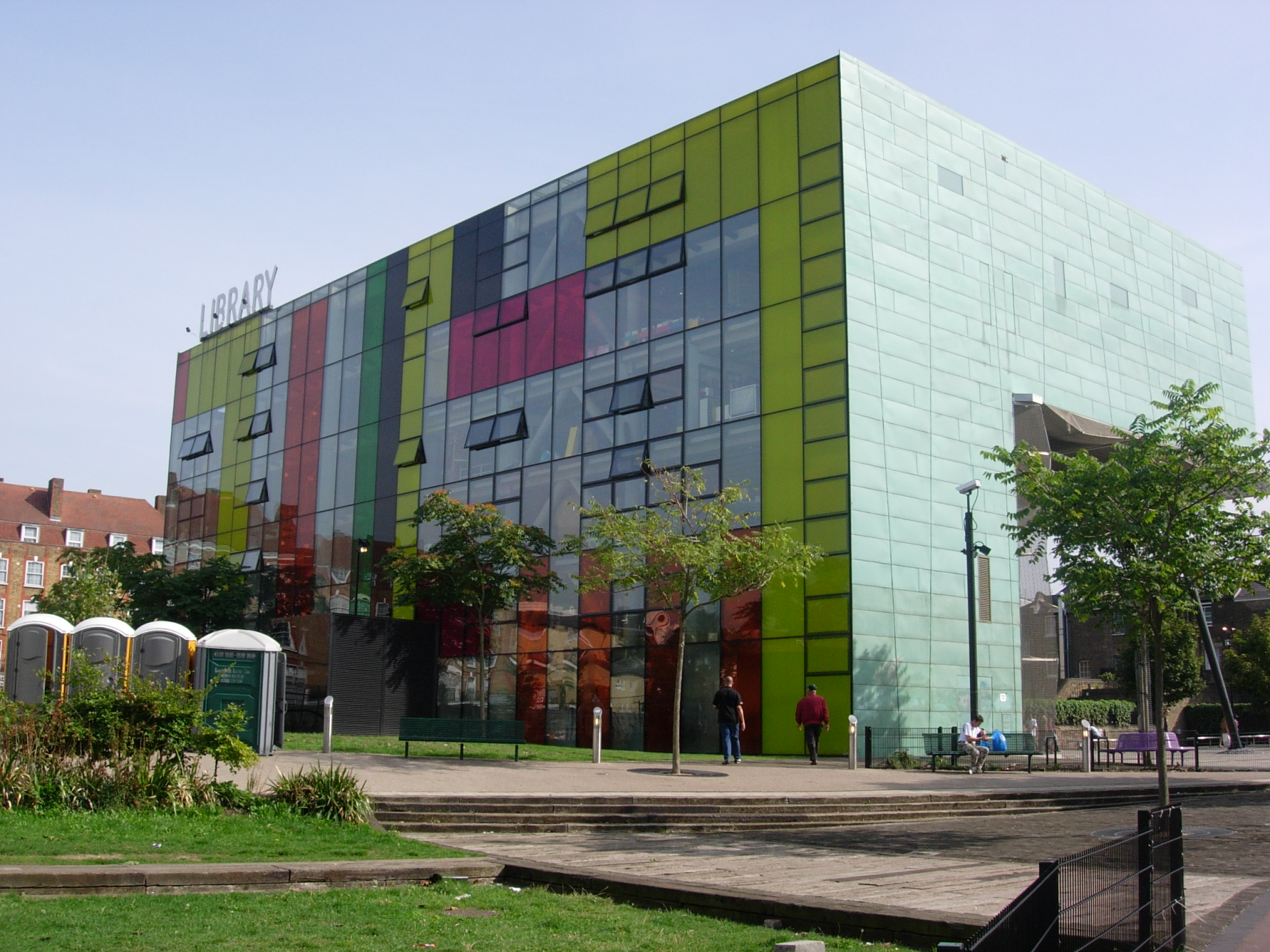
Exterior
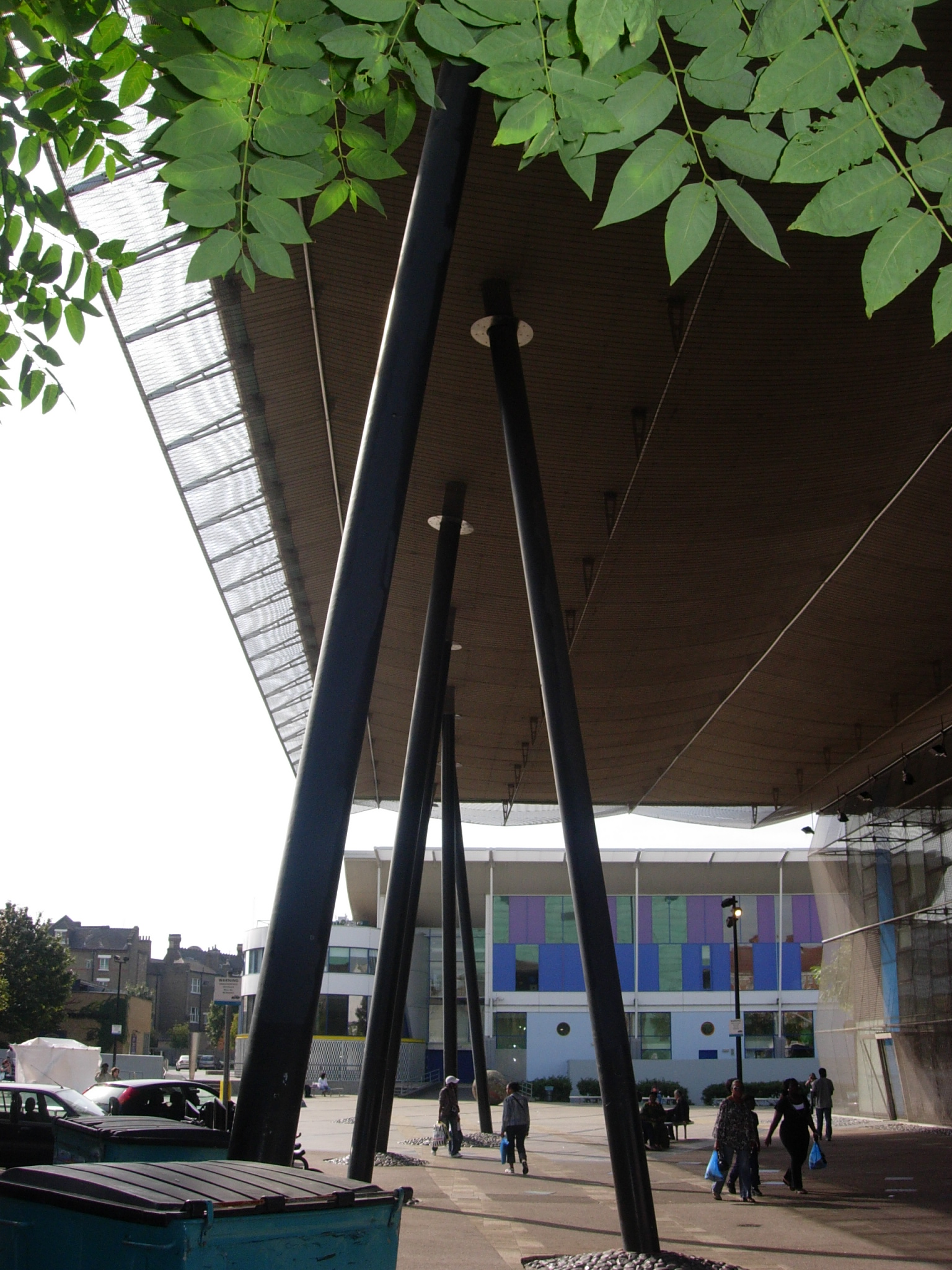
Vista de las columnas diagonales de la entrada
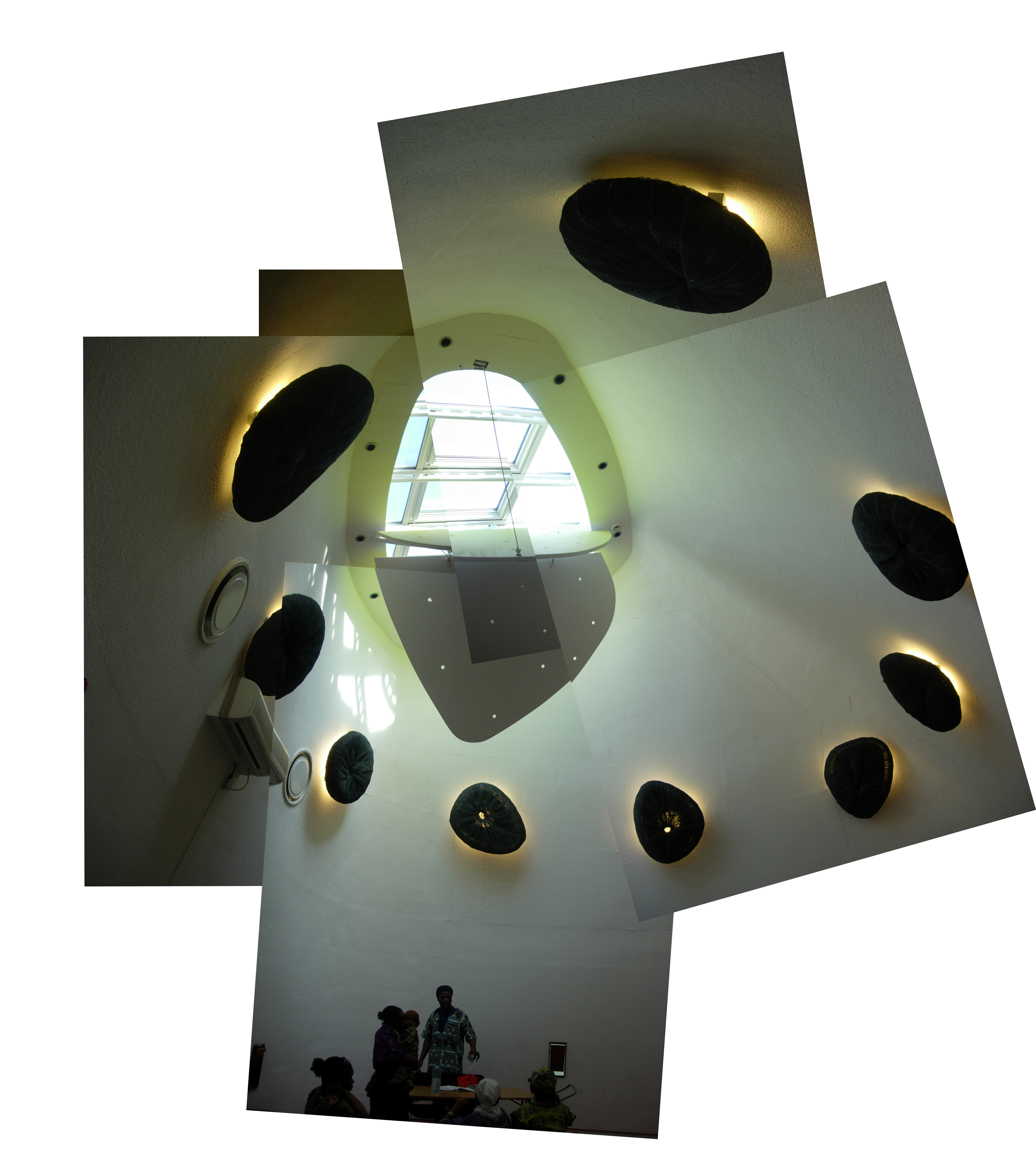
Vista de interior de la meeting room
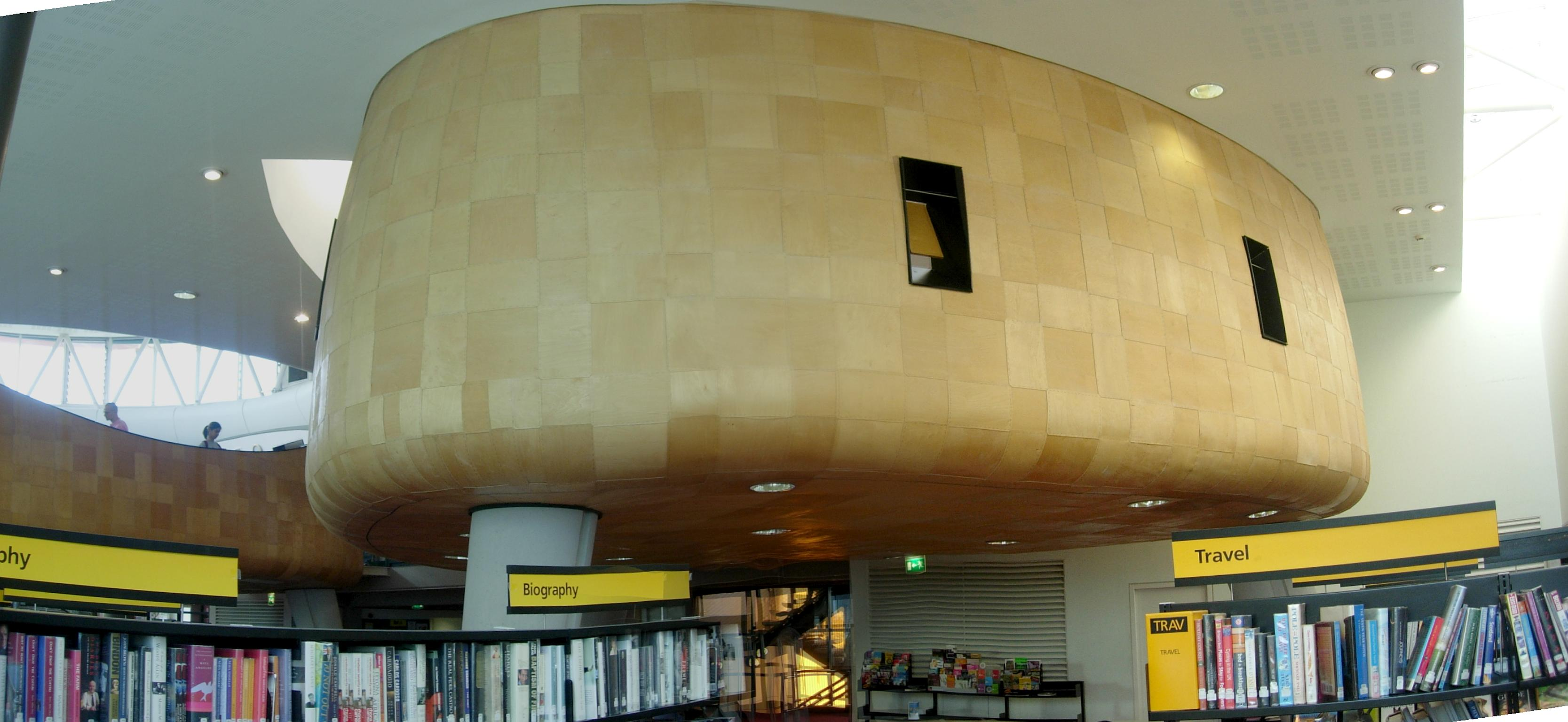
Espacio central de la biblioteca
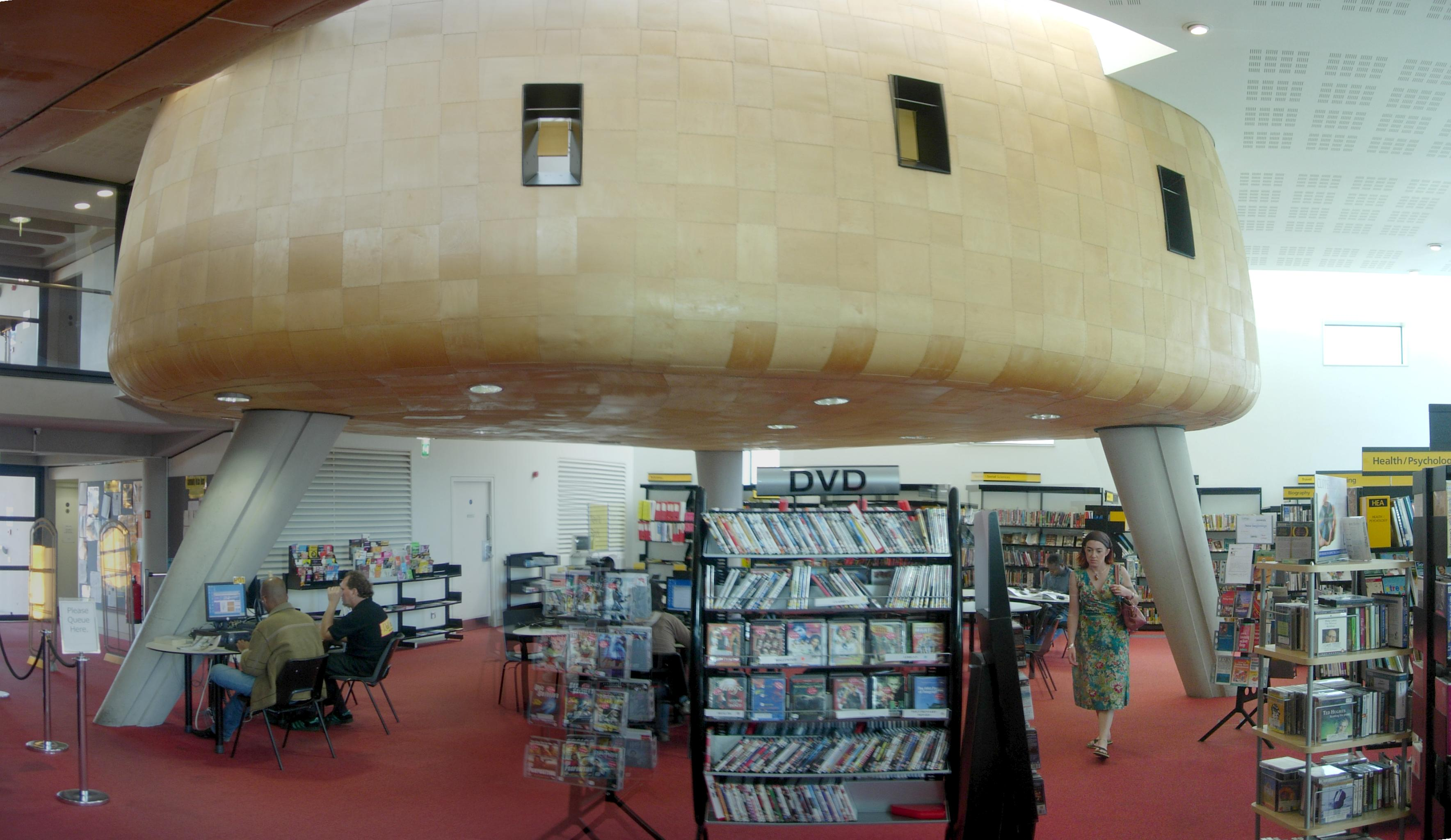
Espacio central de la biblioteca
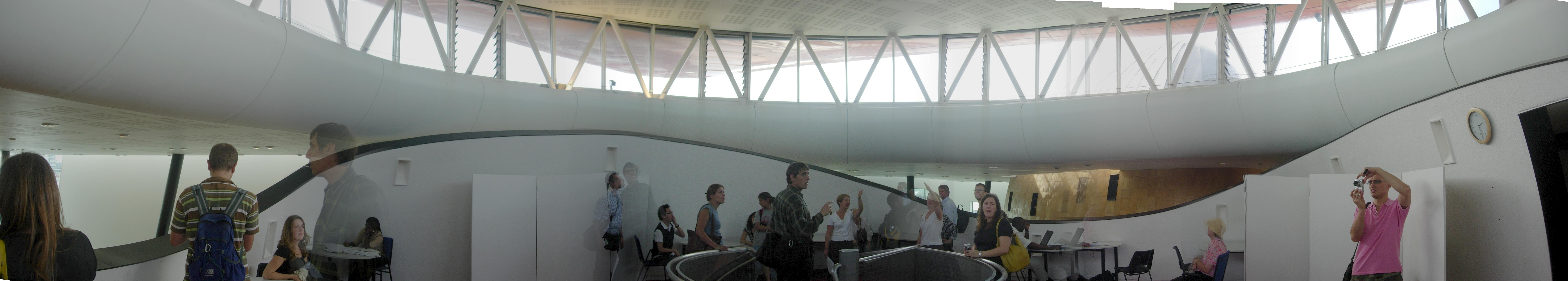
Vista central